# Burmanski jezici
Burmanski jezici, skupina od (15) lolo-burmanskih jezika kojim govori desetak naroda u Burmi i Kini. Osnovna im je podjela na sjeverne i južne i neklasificirani jezik xiandao Predstavljaju ih:
a) sjeverni (6) Burma, Kina: achang, hpon, lashi, maru, pela, zaiwa.
b) južni (8) Burma: arakanski, burmanski, chaungtha, intha, marma, taungyo, tavojski/tavoyan, yangbye.
c) neklasificirani (1) Kina: xiandao

## Vanjske poveznice
- Ethnologue (14th)
- Ethnologue (15th)